# Конвой № 7233
Конвой № 7233 — японський конвой часів Другої світової війни, проведення якого відбувалось у липні 1943 року.
Вихідним пунктом конвою був атол Трук (Чуук) у центральній частині Каролінських островів, де до лютого 1944 року була розташована головна база японського ВМФ в Океанії та транспортний хаб, який забезпечував постачання Рабаула (головна передова база в архіпелазі Бісмарка, з якої провадились операції на Соломонових островах та сході Нової Гвінеї) та Східної Мікронезії. Пунктом призначення став інший важливий транспортний хаб Палау на заході Каролінських островів, через який, зокрема, міг відбуватися зв'язок із нафтовидобувними регіонами Індонезії.
До складу конвою увійшли танкери «Тоа-Мару», «Фуджісан-Мару» та «Нічіай-Мару», а охорону забезпечував мисливець за підводними човнами CH-28.
Загін вийшов із бази 23 липня 1943 року. На підходах до Труку традиційно діяли американські підводні човни, тому до ранку 24 липня додатковий супровід надавав есмінець «Таманамі». Хоча існувала велика ймовірність зустріти ворожу субмарину і біля Палау, проте на цей раз весь перехід пройшов без інцидентів і 27 липня конвой № 7233 успішно прибув на Палау.
Можливо також відзначити, що надалі всі три танкери вирушать до Південно-Східної Азії, звідки повернуться на Трук на початку вересня (з них «Тоа-Мару» та «Фуджісан-Мару» в конвої № 8283).